# Wieck auf dem Darß
Wieck, Wieck a. Darß (pol. hist. Wik) – gmina w Niemczech, wchodząca w skład urzędu Darß/Fischland w powiecie Vorpommern-Rügen, w kraju związkowym Meklemburgia-Pomorze Przednie.